# Plana de Mateur
La plana de Mateur es troba al sud del llac d'Ichkeul i de la muntanya calcària del Djebel Ichkeul i rep el seu nom de la ciutat de Mateur, a Tunísia. La plana en el sentit ample s'estén fins a la plana de la vall del riu Medjerda.
La regió té un clima mediterrani atenuat amb hiverns especialment suaus. Les majors pluges es donen a la primavera i tardor. Les terres són quaternàries de formació glacial o d'al·luvions. El sòl és contínuament enjovenit per noves aportacions dels rierols però no tan accentuat com les aportacions de la plana de la vall del Medjerda. Aquestes terres són cultivades des de mil·lennis i el sistema d'irrigació és força bo, encara que el cultiu de cereal podria ser substituït per altres productes més rendibles. La pluviometria és superior a la plana que a la vall del riu. El mateix nom Mateur podria derivar de l'àrab "matra" (plural amtar) que vol dir pluja. Els rius principals de la regió són el Joumine, el Msaken, el Rhézala, el Mellah i el Sedjenane. El cabal del Joumine és controlat per l'embassament de Joumine, un dels principals del país.